# Mistrzostwa Europy w Piłce Siatkowej Mężczyzn 2023 (składy)
- Wiek na dzień 28 sierpnia 2023 roku.
- Przynależność klubowa na koniec sezonu 2022/2023 i na sezon 2023/2024.
- Zawodnicy oznaczeni symbolem  to kapitanowie reprezentacji.
- Legenda:
Nr – numer zawodnika
A – atakujący
L – libero
P – przyjmujący
R – rozgrywający
Ś – środkowy

## Grupa A

### Belgia
Trener: Emanuele Zanini 
Asystent: Kris Eyckmans 
| Nr | Imię i nazwisko      | Data urodzenia (wiek) | Wzrost (cm) | Klub (Sezon 2022/2023)     | Klub (Sezon 2023/2024)     | Pozycja |
| -- | -------------------- | --------------------- | ----------- | -------------------------- | -------------------------- | ------- |
| 1  | Jolan Cox            | 12.07.1991 (32)       | 194         | Greenyard Maaseik          | Greenyard Maaseik          | A       |
| 3  | Sam Deroo            | 29.04.1992 (31)       | 203         | Zenit Kazań                | Zenit Kazań                | P       |
| 4  | Stijn D'Hulst        | 24.04.1991 (32)       | 187         | Knack Roeselare            | Knack Roeselare            | R       |
| 8  | Matthijs Verhanneman | 08.12.1988 (34)       | 198         | Knack Roeselare            | Knack Roeselare            | P       |
| 9  | Wout D'Heer          | 24.04.2001 (22)       | 203         | Itas Trentino              | Itas Trentino              | Ś       |
| 10 | Mathijs Desmet       | 28.01.2000 (23)       | 198         | Pallavolo Padwa            | Pallavolo Padwa            | P       |
| 11 | Seppe Van Hoyweghen  | 07.10.2000 (22)       | 198         | Decospan Volley Team Menen | Decospan Volley Team Menen | R       |
| 12 | Seppe Rotty          | 12.03.2001 (22)       | 190         | Knack Roeselare            | Knack Roeselare            | P       |
| 13 | Elias Thys           | 20.10.1998 (24)       | 201         | Greenyard Maaseik          | Greenyard Maaseik          | Ś       |
| 14 | Jelle Ribbens        | 17.03.1992 (31)       | 185         | Fréjus Var Volley          | Fréjus Var Volley          | L       |
| 20 | Robbe Van de Velde   | 28.10.2002 (20)       | 201         | Lindemans Aalst            | Lindemans Aalst            | P       |
| 23 | Ferre Reggers        | 18.07.2003 (20)       | 202         | Greenyard Maaseik          | Allianz Milano             | A       |
| 26 | Martin Perin         | 22.11.2002 (20)       | 185         | Greenyard Maaseik          | Greenyard Maaseik          | L       |
| 33 | Michiel Fransen      | 29.10.2002 (20)       | 202         | Tectum Achel               | Tectum Achel               | Ś       |

### Estonia
Trener: Alar Rikberg 
Asystent: Avo Keel 
| Nr | Imię i nazwisko | Data urodzenia (wiek) | Wzrost (cm) | Klub (Sezon 2022/2023)         | Klub (Sezon 2023/2024)   | Pozycja |
| -- | --------------- | --------------------- | ----------- | ------------------------------ | ------------------------ | ------- |
| 1  | Henri Treial    | 28.05.1992 (31)       | 202         | Greenyard Maaseik              | Knack Roeselare          | Ś       |
| 2  | Renet Vanker    | 22.09.1998 (24)       | 195         | Greenyard Maaseik              | Greenyard Maaseik        | R       |
| 3  | Karli Allik     | 25.09.1996 (26)       | 192         | Ford Store Levoranta Sastamala | Hapoel Matte Aszer       | P       |
| 6  | Martti Juhkami  | 06.06.1988 (35)       | 195         | VK ČEZ Karlovarsko             | Bigbank Tartu            | P       |
| 7  | Renee Teppan    | 26.09.1993 (29)       | 197         | MKS Będzin                     | Pärnu VK                 | A       |
| 8  | Märt Tammearu   | 17.03.2001 (22)       | 198         | Knack Roeselare                | Tours VB                 | P       |
| 9  | Robert Täht     | 15.08.1993 (30)       | 191         | Farma Conde Vôlei São José     | Berlin Recycling Volleys | P       |
| 10 | Silver Maar     | 11.02.1999 (24)       | 188         | VK Dukla Liberec               | VK Dukla Liberec         | L       |
| 11 | Oliver Venno    | 23.05.1990 (33)       | 210         | Ar-Rajjan                      |                          | A       |
| 13 | Johan Vahter    | 19.11.1995 (27)       | 190         | Selver/TalTech                 | Selver/TalTech           | L       |
| 17 | Timo Tammemaa   | 18.11.1991 (31)       | 204         | Cerrad Enea Czarni Radom       | Berlin Recycling Volleys | Ś       |
| 19 | Andri Aganits   | 07.09.1993 (29)       | 207         | Selver/TalTech                 | Selver/TalTech           | Ś       |
| 22 | Markkus Keel    | 18.08.1995 (28)       | 193         | Bigbank Tartu                  | Czerno more BASK         | R       |
| 30 | Marx Aru        | 08.11.2002 (20)       | 200         | Selver/TalTech                 | Selver/TalTech           | Ś       |

### Niemcy
Trener: Michał Winiarski 
Asystent: Thomas Ranner 
| Nr | Imię i nazwisko  | Data urodzenia (wiek) | Wzrost (cm) | Klub (Sezon 2022/2023)   | Klub (Sezon 2023/2024)   | Pozycja |
| -- | ---------------- | --------------------- | ----------- | ------------------------ | ------------------------ | ------- |
| 1  | Christian Fromm  | 15.08.1990 (33)       | 204         | AO Foinikas ONEX Syros   | Rapid Bukareszt          | P       |
| 2  | Johannes Tille   | 07.05.1997 (26)       | 186         | Berlin Recycling Volleys | Berlin Recycling Volleys | R       |
| 3  | Denis Kaliberda  | 24.06.1990 (33)       | 193         | Top Volley Cisterna      |                          | P       |
| 5  | Moritz Reichert  | 15.03.1995 (28)       | 195         | Tourcoing LM             | Montpellier UC           | P       |
| 9  | Georg Grozer     | 27.11.1984 (38)       | 200         | Vero Volley Monza        | Arkas Spor Izmir         | A       |
| 10 | Julian Zenger    | 26.08.1997 (26)       | 190         | Pallavolo Padwa          | Pallavolo Padwa          | L       |
| 11 | Lukas Kampa      | 29.11.1986 (36)       | 196         | Trefl Gdańsk             | Trefl Gdańsk             | R       |
| 12 | Anton Brehme     | 10.08.1999 (24)       | 206         | Berlin Recycling Volleys | Valsa Group Modena       | Ś       |
| 13 | Ruben Schott     | 08.07.1994 (29)       | 192         | Berlin Recycling Volleys | Berlin Recycling Volleys | P       |
| 14 | Moritz Karlitzek | 12.08.1996 (27)       | 191         | Indykpol AZS Olsztyn     | Indykpol AZS Olsztyn     | P       |
| 18 | Florian Krage    | 11.01.1997 (26)       | 204         | Cuprum Lubin             | Spacer’s de Toulouse     | Ś       |
| 19 | Erik Röhrs       | 24.04.2001 (22)       | 201         | SWD powervolleys Düren   | SVG Lüneburg             | P       |
| 21 | Tobias Krick     | 22.10.1998 (24)       | 213         | Valsa Group Modena       | Berlin Recycling Volleys | Ś       |
| 25 | Lukas Maase      | 28.08.1998 (25)       | 214         | SVG Lüneburg             | Paris Volley             | Ś       |

### Serbia
Trener: Igor Kolaković 
Asystent: Bojan Janić 
| Nr | Imię i nazwisko         | Data urodzenia (wiek) | Wzrost (cm) | Klub (Sezon 2022/2023)     | Klub (Sezon 2023/2024)   | Pozycja |
| -- | ----------------------- | --------------------- | ----------- | -------------------------- | ------------------------ | ------- |
| 2  | Uroš Kovačević          | 26.05.1993 (30)       | 197         | Aluron CMC Warta Zawiercie | Ural Ufa                 | P       |
| 3  | Milorad Kapur           | 05.03.1991 (32)       | 180         | Partizan Belgrad           | Paris Volley             | L       |
| 7  | Petar Krsmanović        | 01.06.1990 (33)       | 205         | Vojvodina NS seme Nowy Sad | Gazprom-Jugra Surgut     | Ś       |
| 8  | Marko Ivović            | 22.12.1990 (32)       | 194         | Dinamo-LO Sosnowy Bór      | Dinamo-LO Sosnowy Bór    | P       |
| 10 | Miran Kujundžić         | 19.06.1997 (26)       | 196         | Ślepsk Malow Suwałki       | Galatasaray HDI Sigorta  | P       |
| 11 | Aleksa Batak            | 18.01.2000 (23)       | 195         | Partizan Belgrad           | VfB Friedrichshafen      | R       |
| 12 | Pavle Perić             | 07.08.1998 (25)       | 207         | Fenerbahçe HDI Sigorta     | Top Volley Cisterna      | P       |
| 14 | Aleksandar Atanasijević | 04.09.1991 (31)       | 200         | PGE Skra Bełchatów         | Shanghai Bright          | A       |
| 15 | Nemanja Mašulović       | 05.10.1995 (27)       | 205         | ACH Volley Lublana         | Farmitalia Catania       | Ś       |
| 16 | Dražen Luburić          | 02.11.1993 (29)       | 205         | Lokomotiw Nowosybirsk      | Fenerbahçe HDI Sigorta   | A       |
| 17 | Miloš Krsteski          | 24.02.1993 (30)       | 181         | Ribnica Kraljevo           | Partizan Belgrad         | L       |
| 18 | Marko Podraščanin       | 29.08.1987 (35)       | 204         | Itas Trentino              | Itas Trentino            | Ś       |
| 21 | Vuk Todorović           | 23.04.1998 (25)       | 190         | ACH Volley Lublana         | Cerrad Enea Czarni Radom | R       |
| 29 | Aleksandar Nedeljković  | 27.10.1997 (25)       | 207         | VfB Friedrichshafen        | Top Volley Cisterna      | Ś       |

### Szwajcaria
Trener: Mario Motta 
Asystent: Marco Fölmli 
| Nr | Imię i nazwisko      | Data urodzenia (wiek) | Wzrost (cm) | Klub (Sezon 2022/2023)    | Klub (Sezon 2023/2024)     | Pozycja |
| -- | -------------------- | --------------------- | ----------- | ------------------------- | -------------------------- | ------- |
| 2  | Peer Harksen         | 01.01.1995 (28)       | 194         | Concordia Volley Luzern   | Concordia Volley Luzern    | R       |
| 4  | Bruno Jukic-Sunaric  | 11.05.1998 (25)       | 193         | Concordia Volley Luzern   | Concordia Volley Luzern    | P       |
| 5  | Luca Ulrich          | 12.01.1997 (26)       | 197         | Volley Schönenwerd        | Volley Schönenwerd         | P       |
| 6  | Reto Giger           | 05.08.1991 (32)       | 194         | Volley Schönenwerd        | Volley Schönenwerd         | R       |
| 8  | Quentin Zeller       | 29.03.1994 (29)       | 200         | Chênois Genève Volleyball |                            | P       |
| 12 | Linus Birchler       | 04.03.1998 (25)       | 205         | TSV Jona Volleyball       | TSV Jona Volleyball        | Ś       |
| 13 | Simon Maag           | 22.08.2001 (22)       | 201         | TSV Jona Volleyball       | Chênois Genève Volleyball  | Ś       |
| 15 | Julian Weisigk       | 16.02.2000 (23)       | 196         | Paris Volley              | Volley Amriswil            | A       |
| 17 | Alexander Lengweiler | 20.06.2001 (22)       | 199         | Concordia Volley Luzern   | Concordia Volley Luzern    | Ś       |
| 18 | Karim Zerika         | 02.12.1996 (26)       | 199         | Lausanne UC               | Chênois Genève Volleyball  | Ś       |
| 19 | Anes Perezic         | 20.08.1999 (24)       | 203         | UVC Holding Graz          | Decospan Volley Team Menen | A       |
| 20 | Lars Migge           | 28.05.2004 (19)       | 198         | Volley Amriswil           | Volley Amriswil            | P       |
| 21 | Jonas Peter          | 21.01.2003 (20)       | 187         | Concordia Volley Luzern   | Concordia Volley Luzern    | L       |
| 22 | Luca Müller          | 08.05.1993 (30)       | 188         | Concordia Volley Luzern   | Concordia Volley Luzern    | L       |

### Włochy
Trener: Ferdinando De Giorgi 
Asystent: Massimo Caponeri 
| Nr | Imię i nazwisko        | Data urodzenia (wiek) | Wzrost (cm) | Klub (Sezon 2022/2023)       | Klub (Sezon 2023/2024)       | Pozycja |
| -- | ---------------------- | --------------------- | ----------- | ---------------------------- | ---------------------------- | ------- |
| 5  | Alessandro Michieletto | 05.12.2001 (21)       | 211         | Itas Trentino                | Itas Trentino                | P       |
| 6  | Simone Giannelli       | 09.08.1996 (27)       | 200         | Sir Safety Susa Perugia      | Sir Safety Susa Perugia      | R       |
| 7  | Fabio Balaso           | 20.10.1995 (27)       | 178         | Cucine Lube Civitanova       | Cucine Lube Civitanova       | L       |
| 8  | Riccardo Sbertoli      | 23.05.1998 (25)       | 185         | Itas Trentino                | Itas Trentino                | R       |
| 10 | Leonardo Scanferla     | 12.04.1998 (25)       | 184         | Gas Sales Bluenergy Piacenza | Gas Sales Bluenergy Piacenza | L       |
| 12 | Mattia Bottolo         | 03.01.2000 (23)       | 196         | Cucine Lube Civitanova       | Cucine Lube Civitanova       | P       |
| 14 | Gianluca Galassi       | 24.07.1997 (26)       | 201         | Vero Volley Monza            | Vero Volley Monza            | Ś       |
| 15 | Daniele Lavia          | 04.11.1999 (23)       | 198         | Itas Trentino                | Itas Trentino                | P       |
| 16 | Yuri Romanò            | 26.07.1997 (26)       | 203         | Gas Sales Bluenergy Piacenza | Gas Sales Bluenergy Piacenza | A       |
| 19 | Roberto Russo          | 23.02.1997 (26)       | 207         | Sir Safety Susa Perugia      | Sir Safety Susa Perugia      | Ś       |
| 20 | Tommaso Rinaldi        | 09.11.2001 (21)       | 200         | Valsa Group Modena           | Valsa Group Modena           | P       |
| 23 | Alessandro Bovolenta   | 27.05.2004 (19)       | 205         | Consar RCM Rawenna           | Consar RCM Rawenna           | A       |
| 28 | Giovanni Sanguinetti   | 14.04.2000 (23)       | 202         | Valsa Group Modena           | Valsa Group Modena           | Ś       |
| 30 | Leandro Mosca          | 05.09.2000 (22)       | 209         | Rana Werona                  | Rana Werona                  | Ś       |

## Grupa B

### Bułgaria
Trener: Płamen Konstantinow 
Asystent: Andrej Żekow 
| Nr | Imię i nazwisko     | Data urodzenia (wiek) | Wzrost (cm) | Klub (Sezon 2022/2023)    | Klub (Sezon 2023/2024)          | Pozycja |
| -- | ------------------- | --------------------- | ----------- | ------------------------- | ------------------------------- | ------- |
| 1  | Georgi Bratoew      | 21.10.1987 (35)       | 203         | Deja sport Burgas         | Deja sport Burgas               | R       |
| 3  | Nikołaj Kolew       | 16.12.1997 (25)       | 204         | Narbonne Volley           | Narbonne Volley                 | Ś       |
| 4  | Martin Atanasow     | 27.09.1996 (26)       | 200         | Ziraat Bankası Ankara     | Lokomotiw Nowosybirsk           | P       |
| 5  | Swetosław Gocew     | 31.08.1990 (32)       | 205         | Lewski Sofia              | Lewski Sofia                    | Ś       |
| 8  | Asparuch Asparuchow | 28.07.2000 (23)       | 200         | Pallavolo Padwa           | Kuzbass Kemerowo                | P       |
| 9  | Georgi Seganow      | 10.06.1993 (30)       | 198         | GKS Katowice              | Rest Property Alanya Belediyesi | R       |
| 11 | Aleks Grozdanow     | 28.03.1998 (25)       | 208         | Rana Werona               | Rana Werona                     | Ś       |
| 13 | Teodor Sałparow     | 16.08.1982 (41)       | 187         | Chebyr Pazardżik          | Chebyr Pazardżik                | L       |
| 17 | Nikołaj Penczew     | 22.05.1992 (31)       | 197         | Epicentr-Podolany Horodok | Fenerbahçe HDI Sigorta          | P       |
| 19 | Cwetan Sokołow      | 31.12.1989 (33)       | 206         | Dinamo Moskwa             | Dinamo Moskwa                   | A       |
| 20 | Denis Karjagin      | 28.09.2002 (20)       | 204         | Spacer’s de Toulouse      | Spacer’s de Toulouse            | P       |
| 21 | Simeon Dobrew       | 15.04.2001 (22)       | 175         | Neftochimik 2010 Burgas   | Neftochimik 2010 Burgas         | L       |
| 23 | Aleksandyr Nikołow  | 30.11.2003 (19)       | 203         | Cucine Lube Civitanova    | Cucine Lube Civitanova          | P       |
| 24 | Ilija Petkow        | 10.10.1996 (26)       | 201         | Chebyr Pazardżik          | Chebyr Pazardżik                | Ś       |

### Chorwacja
Trener: Cédric Énard 
Asystent: Tomasz Wasilkowski 
| Nr | Imię i nazwisko    | Data urodzenia (wiek) | Wzrost (cm) | Klub (Sezon 2022/2023)    | Klub (Sezon 2023/2024)     | Pozycja |
| -- | ------------------ | --------------------- | ----------- | ------------------------- | -------------------------- | ------- |
| 1  | Tsimafei Zhukouski | 18.12.1989 (33)       | 195         | PSG Stal Nysa             | PSG Stal Nysa              | R       |
| 3  | Stipe Perić        | 07.05.1997 (26)       | 204         | Moyashi Garlasco          | Decospan Volley Team Menen | Ś       |
| 4  | Kruno Nikačević    | 11.01.1996 (27)       | 202         | VK Dukla Liberec          | Abba Pineto                | Ś       |
| 6  | Bernard Bakonji    | 28.11.1997 (25)       | 200         | Unicaja Costa de Almería  | Calcit Kamnik              | R       |
| 7  | Marko Sedlaček     | 29.07.1996 (27)       | 202         | Top Volley Cisterna       | Jastrzębski Węgiel         | P       |
| 8  | Sven Jakopec       | 27.02.2005 (18)       | 204         | HAOK Mladost Zagrzeb      | HAOK Mladost Zagrzeb       | Ś       |
| 9  | Tino Hanžić        | 24.10.2000 (23)       | 198         | Kemas Lamipel Santa Croce | Greenyard Maaseik          | P       |
| 10 | Filip Šestan       | 06.06.1995 (28)       | 195         | ACH Volley Lublana        | Chaumont VB 52 Haute-Marne | P       |
| 11 | Petar Đirlić       | 27.05.1997 (26)       | 205         | Top Volley Cisterna       | Allianz Milano             | A       |
| 13 | Hrvoje Pervan      | 28.12.1994 (28)       | 187         | HAOK Mladost Zagrzeb      | HAOK Mladost Zagrzeb       | L       |
| 14 | Marino Marelić     | 16.10.1995 (27)       | 198         | Saint-Nazaire VBA         | VK ČEZ Karlovarsko         | P       |
| 17 | Ivan Mihalj        | 23.11.1990 (32)       | 210         | CSKA Sofia                | CSKA Sofia                 | Ś       |
| 19 | Ivan Zeljković     | 31.08.1994 (28)       | 186         | HAOK Mladost Zagrzeb      | Saint-Nazaire VBA          | P       |
| 23 | Ivan Raič          | 03.06.1989 (34)       | 204         | Epicentr-Podolany Horodok |                            | A       |

### Finlandia
Trener: Joel Banks 
Asystent: Oskar Muurinen 
| Nr | Imię i nazwisko   | Data urodzenia (wiek) | Wzrost (cm) | Klub (Sezon 2022/2023)         | Klub (Sezon 2023/2024)         | Pozycja |
| -- | ----------------- | --------------------- | ----------- | ------------------------------ | ------------------------------ | ------- |
| 2  | Eemi Tervaportti  | 26.07.1989 (34)       | 193         | Jastrzębski Węgiel             | Epicentr-Podolany Horodok      | R       |
| 3  | Jiri Hänninen     | 12.05.1998 (25)       | 193         | Decospan Volley Team Menen     | Berlin Recycling Volleys       | P       |
| 5  | Aleksei Zhbankov  | 18.07.2003 (20)       | 204         | Savo Volley                    | Raision Loimu                  | Ś       |
| 7  | Niko Suihkonen    | 11.04.1999 (24)       | 191         | Plessis Robinson Volley Ball   | Chaumont VB 52 Haute-Marne     | P       |
| 8  | Voitto Köykkä     | 09.07.1999 (24)       | 179         | Helios Grizzlys Giesen         | Trefl Gdańsk                   | L       |
| 10 | Luka Marttila     | 30.06.2003 (20)       | 197         | Vero Volley Monza              | Vero Volley Monza              | P       |
| 11 | Miika Haapaniemi  | 06.02.2004 (19)       | 203         | Hurrikaani-Loimaa              | Hurrikaani-Loimaa              | Ś       |
| 12 | Aaro Nikula       | 23.03.1999 (24)       | 212         | SL Benfica                     | CS Arcada Galați               | A       |
| 13 | Joonas Jokela     | 12.12.1998 (24)       | 202         | Raision Loimu                  | Savo Volley                    | A       |
| 14 | Nuutti Niinivaara | 29.07.1998 (25)       | 199         | Karelian Hurmos                | Hurrikaani-Loimaa              | Ś       |
| 16 | Samuli Kaislasalo | 03.08.1995 (28)       | 203         | Active Living Orion Doetinchem | Active Living Orion Doetinchem | A       |
| 19 | Niklas Breilin    | 08.09.1999 (23)       | 178         | Caruur Volley Gent             | Helios Grizzlys Giesen         | L       |
| 21 | Fedor Ivanov      | 01.12.2000 (22)       | 193         | Helios Grizzlys Giesen         | Helios Grizzlys Giesen         | R       |
| 23 | Sakari Mäkinen    | 19.01.1995 (28)       | 189         | Ford Store Levoranta Sastamala | Active Living Orion Doetinchem | P       |

### Hiszpania
Trener: Miguel Rivera Rodríguez 
Asystent: José Luis Moltó 
| Nr | Imię i nazwisko          | Data urodzenia (wiek) | Wzrost (cm) | Klub (Sezon 2022/2023)   | Klub (Sezon 2023/2024)    | Pozycja |
| -- | ------------------------ | --------------------- | ----------- | ------------------------ | ------------------------- | ------- |
| 1  | Jorge Almansa            | 17.04.1991 (32)       | 195         | CV Guaguas Las Palmas    | CV Guaguas Las Palmas     | P       |
| 3  | Víctor Rodríguez Pérez   | 21.09.1998 (24)       | 201         | Unicaja Costa de Almería | Unicaja Costa de Almería  | P       |
| 6  | Borja Ruiz               | 26.07.1992 (31)       | 204         | CV Guaguas Las Palmas    | Unicaja Costa de Almería  | Ś       |
| 7  | Jordi Ramón Ferragut     | 09.07.1999 (24)       | 194         | Narbonne Volley          | Top Volley Cisterna       | P       |
| 10 | Daniel Ruiz Posadas      | 28.06.1995 (28)       | 191         | CV Guaguas Las Palmas    | Montpellier UC            | L       |
| 12 | Jean-Pascal Diedhiou     | 08.10.1993 (29)       | 210         | Melilla Sport Capital    | CV Guaguas Las Palmas     | Ś       |
| 13 | Andrés Villena           | 27.02.1993 (30)       | 195         | KB Insurance Stars       | KB Insurance Stars        | A       |
| 14 | Miguel Àngel Fornés      | 06.09.1993 (29)       | 202         | Greenyard Maaseik        | Greenyard Maaseik         | Ś       |
| 18 | Francisco Iribarne       | 13.07.1998 (25)       | 199         | Helios Grizzlys Giesen   | Greenyard Maaseik         | P       |
| 20 | Álvaro Gimeno Rubio      | 27.09.1999 (23)       | 207         | Saint-Nazaire VBA        | Lindemans Aalst           | A       |
| 21 | César Martín Pérez       | 18.12.1995 (27)       | 187         | Conectabalear CV Manacor | Conectabalear CV Manacor  | R       |
| 24 | Ignacio Sánchez          | 24.02.1991 (32)       | 192         | Dinamo Bukareszt         | Chênois Genève Volleyball | R       |
| 27 | Alejandro Ribas Brockert | 27.05.2004 (19)       | 195         | Conectabalear CV Manacor | Conectabalear CV Manacor  | Ś       |
| 88 | Unai Larrañaga Ledo      | 09.05.2000 (23)       | 178         | Melilla Sport Capital    | CV Guaguas Las Palmas     | L       |

### Słowenia
Trener: Gheorghe Crețu 
Asystent: Matteo De Cecco 
| Nr | Imię i nazwisko  | Data urodzenia (wiek) | Wzrost (cm) | Klub (Sezon 2022/2023)   | Klub (Sezon 2023/2024)   | Pozycja |
| -- | ---------------- | --------------------- | ----------- | ------------------------ | ------------------------ | ------- |
| 2  | Alen Pajenk      | 23.04.1986 (37)       | 203         | Olympiakos SFP           | Olympiakos SFP           | Ś       |
| 3  | Uroš Planinšič   | 09.05.1998 (25)       | 186         | Calcit Kamnik            | Calcit Kamnik            | R       |
| 4  | Jan Kozamernik   | 24.12.1995 (27)       | 204         | Asseco Resovia Rzeszów   | Itas Trentino            | Ś       |
| 6  | Urban Toman      | 21.10.1997 (25)       | 186         | Budva                    | CS Arcada Galați         | L       |
| 8  | Rok Bračko       | 21.04.2004 (19)       | 195         | Merkur Maribor           | Merkur Maribor           | P       |
| 10 | Sašo Štalekar    | 03.05.1996 (27)       | 214         | Berlin Recycling Volleys | Berlin Recycling Volleys | Ś       |
| 11 | Danijel Koncilja | 04.09.1990 (32)       | 201         | ACH Volley Lublana       | ACH Volley Lublana       | Ś       |
| 13 | Jani Kovačič     | 14.06.1992 (31)       | 185         | ACH Volley Lublana       | ACH Volley Lublana       | L       |
| 14 | Žiga Štern       | 02.01.1994 (29)       | 193         | VfB Friedrichshafen      | Ślepsk Malow Suwałki     | P       |
| 16 | Gregor Ropret    | 01.03.1989 (34)       | 192         | Sir Safety Susa Perugia  | Sir Safety Susa Perugia  | R       |
| 17 | Tine Urnaut      | 03.09.1988 (34)       | 199         | JTEKT Stings             | JTEKT Stings             | P       |
| 18 | Klemen Čebulj    | 21.02.1992 (31)       | 202         | Asseco Resovia Rzeszów   | Asseco Resovia Rzeszów   | P       |
| 19 | Rok Možič        | 17.01.2002 (21)       | 200         | Rana Werona              | Rana Werona              | P       |
| 20 | Nik Mujanovič    | 14.10.2004 (18)       | 203         | Calcit Kamnik            | Calcit Kamnik            | A       |

### Ukraina
Trener: Uģis Krastiņš 
Asystent: Andrij Łewczenko 
| Nr | Imię i nazwisko     | Data urodzenia (wiek) | Wzrost (cm) | Klub (Sezon 2022/2023)    | Klub (Sezon 2023/2024)    | Pozycja |
| -- | ------------------- | --------------------- | ----------- | ------------------------- | ------------------------- | ------- |
| 1  | Tymofij Połujan     | 10.01.1998 (25)       | 198         | Akkuş Belediyespor        | AONS Milon                | P       |
| 3  | Bohdan Mazenko      | 18.05.1996 (27)       | 198         | Barkom-Każany Lwów        | Barkom-Każany Lwów        | Ś       |
| 5  | Ołeh Płotnycki      | 05.06.1997 (26)       | 194         | Sir Safety Susa Perugia   | Sir Safety Susa Perugia   | P       |
| 7  | Jurij Synycia       | 22.08.1993 (30)       | 195         | Develi Belediyespor       | Beijing Baic Motors       | R       |
| 9  | Wołodymyr Ostapenko | 28.07.1998 (25)       | 198         | Epicentr-Podolany Horodok | Epicentr-Podolany Horodok | Ś       |
| 10 | Jurij Semeniuk      | 12.05.1994 (29)       | 210         | Projekt Warszawa          | Projekt Warszawa          | Ś       |
| 11 | Dmytro Kanajew      | 03.10.1997 (25)       | 175         | Barkom-Każany Lwów        | Barkom-Każany Lwów        | L       |
| 12 | Serhij Jewstratow   | 24.08.1993 (30)       | 190         | Epicentr-Podolany Horodok | Prometej Dnipro           | R       |
| 13 | Wasyl Tupczij       | 13.01.1992 (31)       | 196         | Barkom-Każany Lwów        | Barkom-Każany Lwów        | A       |
| 14 | Illa Kowalow        | 31.08.1996 (26)       | 198         | Cuprum Lubin              | Barkom-Każany Lwów        | P       |
| 16 | Witalij Kuczer      | 27.10.1997 (25)       | 200         | Barkom-Każany Lwów        | Barkom-Każany Lwów        | P       |
| 17 | Ołeksandr Bojko     | 17.12.2002 (20)       | 180         | Prometej Dnipro           | Prometej Dnipro           | L       |
| 21 | Jewhenij Kisiluk    | 27.01.1995 (28)       | 197         | Epicentr-Podolany Horodok | Epicentr-Podolany Horodok | P       |
| 27 | Władysław Szczurow  | 27.04.2001 (22)       | 207         | Barkom-Każany Lwów        | Barkom-Każany Lwów        | Ś       |

## Grupa C

### Czarnogóra
Trener: Ivan Joksimović 
Asystent: Miloš Marković  
| Nr | Imię i nazwisko   | Data urodzenia (wiek) | Wzrost (cm) | Klub (Sezon 2022/2023)     | Klub (Sezon 2023/2024)     | Pozycja |
| -- | ----------------- | --------------------- | ----------- | -------------------------- | -------------------------- | ------- |
| 1  | Aleksandar Minić  | 09.11.1986 (36)       | 205         | Jakarta Pertamina Pertamax |                            | A       |
| 3  | Luka Babić        | 07.07.1994 (29)       | 211         | Surabaya BIN Samator       | Żytyczi-Polissia Żytomierz | Ś       |
| 4  | Ivan Zvicer       | 05.08.1998 (25)       | 199         | Al-Jazira Sport Club       | Liaoning Shenfu Yueteng    | P       |
| 6  | Vojin Ćaćić       | 31.03.1990 (33)       | 202         | VfB Friedrichshafen        | Al Faisaly                 | P       |
| 8  | Marko Joksimović  | 10.09.2002 (20)       | 185         | Qatar S.C                  | Qatar S.C                  | R       |
| 9  | Marko Bojić       | 13.11.1988 (34)       | 200         | Al-Nassr VC                |                            | P       |
| 10 | Milan Rovčanin    | 03.07.2003 (20)       | 192         | Jedinstvo Bijelo Polje     |                            | L       |
| 12 | Jovan Delić       | 28.03.1993 (30)       | 197         | Maccabi Hod ha-Szaron      | AOP Kifisias               | L       |
| 13 | Blažo Milić       | 22.11.1987 (35)       | 210         | Maccabi Hod ha-Szaron      | HAOK Mladost Zagrzeb       | Ś       |
| 14 | Bojan Strugar     | 30.06.1995 (28)       | 203         | Budućnost Podgorica        | Milas Belediyespor         | A       |
| 15 | Djordje Jovović   | 15.10.2001 (21)       | 197         | Hiša na kolesih Triglav    | Hiša na kolesih Triglav    | A       |
| 17 | Nikola Djurović   | 10.06.2006 (17)       | 200         | Jedinstvo Bijelo Polje     |                            | Ś       |
| 22 | Danilo Dubak      | 04.10.2002 (20)       | 186         | Budućnost Podgorica        | Budućnost Podgorica        | R       |
| 24 | Rastko Milenković | 21.02.2004 (19)       | 190         | Budva                      | Budva                      | R       |

### Czechy
Trener: Jiří Novák 
Asystent: Stefano Mascia 
| Nr | Imię i nazwisko    | Data urodzenia (wiek) | Wzrost (cm) | Klub (Sezon 2022/2023)        | Klub (Sezon 2023/2024)   | Pozycja |
| -- | ------------------ | --------------------- | ----------- | ----------------------------- | ------------------------ | ------- |
| 2  | Jan Hadráva        | 03.06.1991 (32)       | 199         | Jastrzębski Węgiel            | Galatasaray HDI Sigorta  | A       |
| 3  | Daniel Pfeffer     | 27.04.1990 (33)       | 184         | VK ČEZ Karlovarsko            | VK ČEZ Karlovarsko       | L       |
| 4  | Donovan Džavoronok | 23.07.1997 (26)       | 202         | Itas Trentino                 | Rana Werona              | P       |
| 5  | Adam Zajíček       | 25.02.1993 (30)       | 201         | VK ČEZ Karlovarsko            | Kladno volejbal.cz       | Ś       |
| 6  | Milan Moník        | 15.03.1988 (35)       | 190         | VK Lvi Praha                  | VK Lvi Praha             | L       |
| 8  | Lukáš Trojanowicz  | 04.07.2000 (23)       | 200         | VK Příbram                    | VK Dukla Liberec         | Ś       |
| 11 | Lukáš Vašina       | 06.07.1999 (24)       | 198         | PGE Skra Bełchatów            | GKS Katowice             | P       |
| 12 | Martin Licek       | 05.01.1995 (28)       | 197         | VK Jihostroj České Budějovice | Sporting CP              | P       |
| 13 | Jan Galabov        | 12.06.1996 (27)       | 193         | Chaumont VB 52 Haute-Marne    | Sporting CP              | P       |
| 16 | Jiří Srb           | 10.06.2000 (23)       | 194         | SKV Ústí nad Labem            | VK Benátky nad Jizerou   | R       |
| 17 | Marek Šotola       | 05.11.1999 (23)       | 206         | Berlin Recycling Volleys      | Berlin Recycling Volleys | A       |
| 18 | Jakub Janouch      | 13.06.1990 (33)       | 194         | VK Lvi Praha                  | VK Lvi Praha             | R       |
| 20 | Petr Špulák        | 01.05.2002 (21)       | 199         | Kladno volejbal.cz            | SWD powervolleys Düren   | Ś       |
| 25 | Josef Polák        | 11.02.1999 (24)       | 202         | VK Jihostroj České Budějovice | Greenyard Maaseik        | Ś       |

### Dania
Trener: Kristian Flojstrup Knudsen 
Asystent: Thomas Skifter Bertelsen 
| Nr | Imię i nazwisko                | Data urodzenia (wiek) | Wzrost (cm) | Klub (Sezon 2022/2023) | Klub (Sezon 2023/2024)      | Pozycja |
| -- | ------------------------------ | --------------------- | ----------- | ---------------------- | --------------------------- | ------- |
| 1  | Nikolaj Hjorth                 | 13.03.1998 (25)       | 190         | Fortuna Odense Volley  | Fortuna Odense Volley       | L       |
| 5  | Joachim Hesselholt             | 05.11.2001 (21)       | 204         | Salonit Anhovo Kanal   | UVC McDonalds Ried/Innkreis | Ś       |
| 6  | Rasmus Mikelsons               | 02.05.1998 (25)       | 198         | Gentofte Volley        | Gentofte Volley             | Ś       |
| 7  | Alfred Gramkow Østergaard      | 10.09.2002 (20)       | 190         | Ikast KFUM             | Fortuna Odense Volley       | L       |
| 8  | Axel Jacobsen                  | 10.07.1984 (39)       | 196         | Panathinaikos AO       | AS Cannes                   | R       |
| 9  | Rasmus Breuning Nielsen        | 22.05.1994 (29)       | 198         | Yuasa Grottazzolina    | Yuasa Grottazzolina         | A       |
| 10 | Tobias Hougs Kjær              | 17.07.1999 (24)       | 188         | Caruur Volley Gent     | Numidia VC Limax            | P       |
| 11 | Mikkel Hoff                    | 15.10.2001 (21)       | 195         | Lindemans Aalst        | Akkuş Belediyespor          | R       |
| 13 | Simon Øster Ellegaard Andersen | 20.04.1997 (26)       | 204         | Kladno volejbal.cz     |                             | Ś       |
| 17 | Ulrik Bo Dahl                  | 18.11.2000 (22)       | 201         | Tectum Achel           | CV San Roque                | A       |
| 18 | Simon Tabermann Uhrenholdt     | 17.06.2004 (19)       | 203         | Ikast KFUM             | VfB Friedrichshafen         | Ś       |
| 19 | Axel Valdemar Juul Larsen      | 18.08.2004 (19)       | 195         | Amager VK              | Amager VK                   | P       |
| 21 | Mads Kyed Jensen               | 24.04.1999 (24)       | 209         | Werona Volley          | Cuneo Granda Volley         | A       |
| 22 | Oskar Kjerstein Madsen         | 17.01.2000 (23)       | 195         | CS Arcada Galați       | VK Lvi Praha                | P       |

### Holandia
Trener: Roberto Piazza 
Asystent: Henk-Jan Held 
| Nr | Imię i nazwisko      | Data urodzenia (wiek) | Wzrost (cm) | Klub (Sezon 2022/2023)             | Klub (Sezon 2023/2024)             | Pozycja |
| -- | -------------------- | --------------------- | ----------- | ---------------------------------- | ---------------------------------- | ------- |
| 1  | Siebe Korenblek      | 22.03.2002 (21)       | 214         | Talentteam Papendal Arnhem         | SWD powervolleys Düren             | Ś       |
| 2  | Wessel Keemink       | 29.05.1993 (30)       | 198         | VK ČEZ Karlovarsko                 | VK ČEZ Karlovarsko                 | R       |
| 3  | Maarten Van Garderen | 24.01.1990 (33)       | 200         | Emma Villas Aubay Siena            | PAOK Saloniki                      | P       |
| 4  | Thijs ter Horst      | 18.09.1991 (31)       | 205         | Suwon KEPCO Vixtorm                | Suwon KEPCO Vixtorm                | P       |
| 6  | Sil Meijs            | 13.03.2002 (21)       | 204         | Draisma Dynamo Apeldoorn           | Numidia VC Limax                   | R       |
| 7  | Gijs Jorna           | 30.05.1989 (34)       | 197         | PAOK Saloniki                      | Epicentr-Podolany Horodok          | P       |
| 8  | Fabian Plak          | 23.07.1997 (26)       | 197         | Chaumont VB 52 Haute-Marne         | Pallavolo Padwa                    | Ś       |
| 11 | Jeffrey Klok         | 29.10.1998 (24)       | 189         | Lycurgus                           | Lycurgus                           | L       |
| 12 | Bennie Tuinstra      | 12.09.2000 (22)       | 200         | Ziraat Bankası Ankara              | Ziraat Bankası Ankara              | P       |
| 14 | Nimir Abdel-Aziz     | 05.02.1992 (31)       | 202         | Halkbank Ankara                    | Halkbank Ankara                    | A       |
| 16 | Wouter ter Maat      | 07.05.1991 (32)       | 200         | Ziraat Bankası Ankara              | Ziraat Bankası Ankara              | A       |
| 17 | Michaël Parkinson    | 23.11.1991 (31)       | 203         | Tours VB                           | Tours VB                           | Ś       |
| 18 | Robbert Andringa     | 28.04.1990 (33)       | 194         | Indykpol AZS Olsztyn               | Gas Sales Bluenergy Piacenza       | L       |
| 22 | Twan Wiltenburg      | 20.01.1997 (26)       | 204         | Grupa Azoty ZAKSA Kędzierzyn-Koźle | Grupa Azoty ZAKSA Kędzierzyn-Koźle | Ś       |

### Macedonia Północna
Trener: Joško Milenkoski 
Asystent: Hari Nakowski 
| Nr | Imię i nazwisko    | Data urodzenia (wiek) | Wzrost (cm) | Klub (Sezon 2022/2023)        | Klub (Sezon 2023/2024)          | Pozycja |
| -- | ------------------ | --------------------- | ----------- | ----------------------------- | ------------------------------- | ------- |
| 1  | Darko Angelowski   | 04.02.1994 (29)       | 181         |                               |                                 | L       |
| 2  | Ǵorǵi Ǵorǵiew      | 22.05.1992 (31)       | 197         | Hatay Büyükşehir Belediyespor | Bursa Büyükşehir Belediyesi     | R       |
| 3  | Tosze Efremow      | 11.09.2007 (15)       | 193         |                               |                                 | P       |
| 4  | Nikoła Ǵorǵiew     | 23.07.1988 (35)       | 197         | ACH Volley Lublana            | ACH Volley Lublana              | A       |
| 5  | Włado Milew        | 09.05.1987 (36)       | 195         | Strumica Nikob                | Strumica Nikob                  | P       |
| 7  | Sławe Nakow        | 25.08.1994 (29)       | 194         | Strumica Nikob                | Strumica Nikob                  | Ś       |
| 8  | Ałeksandar Ljaftow | 15.08.1990 (33)       | 197         | Al Ibtisam                    |                                 | P       |
| 9  | Filip Lepidowski   | 05.12.2002 (20)       | 199         | GOK Borec                     | Metalac Takovo Gornji Milanovac | Ś       |
| 11 | Filip Despotowski  | 02.07.1986 (37)       | 193         | Strumica Nikob                |                                 | R       |
| 15 | Filip Madjunkow    | 18.03.1996 (27)       | 200         | SK Zadruga Aich/Dob           | Volley Haasrode Leuven          | Ś       |
| 16 | Stojan Iliew       | 03.03.1999 (24)       | 190         | Hapoel Kefar Sawa             | Anagennisi Derinia              | P       |
| 17 | Luka Kostikj       | 12.10.2001 (21)       | 195         | GOK Borec                     | Ribnica Kraljevo                | P       |
| 19 | Kostadin Richliew  | 21.03.2000 (23)       | 184         | Strumica Nikob                | UGD Sztip                       | L       |
| 20 | Filip Sawowski     | 04.08.2002 (21)       | 210         | Novi Sad Maneks               | Vojvodina NS seme Nowy Sad      | Ś       |

### Polska
Trener: Nikola Grbić 
Asystent: Adam Swaczyna 
| Nr | Imię i nazwisko   | Data urodzenia (wiek) | Wzrost (cm) | Klub (Sezon 2022/2023)             | Klub (Sezon 2023/2024)             | Pozycja |
| -- | ----------------- | --------------------- | ----------- | ---------------------------------- | ---------------------------------- | ------- |
| 3  | Jakub Popiwczak   | 17.04.1996 (27)       | 180         | Jastrzębski Węgiel                 | Jastrzębski Węgiel                 | L       |
| 5  | Łukasz Kaczmarek  | 29.06.1994 (29)       | 204         | Grupa Azoty ZAKSA Kędzierzyn-Koźle | Grupa Azoty ZAKSA Kędzierzyn-Koźle | A       |
| 6  | Bartosz Kurek     | 29.08.1988 (34)       | 208         | Wolfdogs Nagoya                    | Wolfdogs Nagoya                    | A       |
| 7  | Karol Kłos        | 08.08.1989 (34)       | 201         | PGE Skra Bełchatów                 | Asseco Resovia Rzeszów             | Ś       |
| 9  | Wilfredo León     | 31.07.1993 (30)       | 201         | Sir Safety Susa Perugia            | Sir Safety Susa Perugia            | P       |
| 10 | Bartosz Bednorz   | 25.07.1994 (29)       | 201         | Grupa Azoty ZAKSA Kędzierzyn-Koźle | Grupa Azoty ZAKSA Kędzierzyn-Koźle | P       |
| 11 | Aleksander Śliwka | 24.05.1995 (28)       | 196         | Grupa Azoty ZAKSA Kędzierzyn-Koźle | Grupa Azoty ZAKSA Kędzierzyn-Koźle | P       |
| 12 | Grzegorz Łomacz   | 01.10.1987 (35)       | 187         | PGE Skra Bełchatów                 | PGE Skra Bełchatów                 | R       |
| 15 | Jakub Kochanowski | 17.07.1997 (26)       | 199         | Asseco Resovia Rzeszów             | Asseco Resovia Rzeszów             | Ś       |
| 16 | Kamil Semeniuk    | 16.07.1996 (27)       | 194         | Sir Safety Susa Perugia            | Sir Safety Susa Perugia            | P       |
| 17 | Paweł Zatorski    | 21.06.1990 (33)       | 184         | Asseco Resovia Rzeszów             | Asseco Resovia Rzeszów             | L       |
| 19 | Marcin Janusz     | 31.07.1994 (29)       | 196         | Grupa Azoty ZAKSA Kędzierzyn-Koźle | Grupa Azoty ZAKSA Kędzierzyn-Koźle | R       |
| 21 | Tomasz Fornal     | 31.08.1997 (25)       | 200         | Jastrzębski Węgiel                 | Jastrzębski Węgiel                 | P       |
| 99 | Norbert Huber     | 14.08.1998 (25)       | 207         | Grupa Azoty ZAKSA Kędzierzyn-Koźle | Jastrzębski Węgiel                 | Ś       |

## Grupa D

### Francja
Trener: Andrea Giani 
Asystent: Loïc Geiler 
| Nr | Imię i nazwisko       | Data urodzenia (wiek) | Wzrost (cm) | Klub (Sezon 2022/2023)       | Klub (Sezon 2023/2024)       | Pozycja |
| -- | --------------------- | --------------------- | ----------- | ---------------------------- | ---------------------------- | ------- |
| 1  | Barthélémy Chinenyeze | 28.02.1998 (25)       | 202         | Cucine Lube Civitanova       | Cucine Lube Civitanova       | Ś       |
| 2  | Jenia Grebennikov     | 13.08.1990 (33)       | 188         | Zenit Petersburg             | Zenit Petersburg             | L       |
| 4  | Jean Patry            | 27.12.1996 (26)       | 207         | Allianz Milano               | Jastrzębski Węgiel           | A       |
| 6  | Benjamin Toniutti     | 30.10.1989 (33)       | 183         | Jastrzębski Węgiel           | Jastrzębski Węgiel           | R       |
| 7  | Kévin Tillie          | 02.11.1990 (32)       | 198         | Projekt Warszawa             | Projekt Warszawa             | P       |
| 9  | Earvin N’Gapeth       | 12.02.1991 (32)       | 194         | Valsa Group Modena           | Halkbank Ankara              | P       |
| 11 | Antoine Brizard       | 22.05.1994 (29)       | 196         | Gas Sales Bluenergy Piacenza | Gas Sales Bluenergy Piacenza | R       |
| 12 | Stéphen Boyer         | 10.04.1996 (27)       | 196         | Jastrzębski Węgiel           | Asseco Resovia Rzeszów       | A       |
| 14 | Nicolas Le Goff       | 15.02.1992 (31)       | 203         | Montpellier UC               | Montpellier UC               | Ś       |
| 16 | Daryl Bultor          | 17.11.1995 (27)       | 197         | Tourcoing LM                 | AS Illac Volley              | Ś       |
| 17 | Trévor Clévenot       | 28.06.1994 (29)       | 199         | Jastrzębski Węgiel           | Aluron CMC Warta Zawiercie   | P       |
| 19 | Yacine Louati         | 04.03.1992 (31)       | 198         | Fenerbahçe HDI Sigorta       | Asseco Resovia Rzeszów       | P       |
| 23 | Timothée Carle        | 30.11.1995 (27)       | 199         | Berlin Recycling Volleys     | Berlin Recycling Volleys     | P       |
| 25 | Quentin Jouffroy      | 05.07.1993 (30)       | 203         | Narbonne Volley              | Plessis Robinson Volley Ball | Ś       |

### Grecja
Trener: Dante Boninfante 
Asystent: Samuele Papi 
| Nr | Imię i nazwisko       | Data urodzenia (wiek) | Wzrost (cm) | Klub (Sezon 2022/2023) | Klub (Sezon 2023/2024)  | Pozycja |
| -- | --------------------- | --------------------- | ----------- | ---------------------- | ----------------------- | ------- |
| 1  | Aristeidis Chandrinos | 20.11.2002 (20)       | 182         | AONS Milon             | AONS Milon              | L       |
| 7  | Jeorjos Petreas       | 19.11.1986 (36)       | 201         | Panathinaikos AO       | Panathinaikos AO        | Ś       |
| 8  | Jeorjos Dziumakas     | 23.01.1995 (28)       | 206         | OFI                    | Pijasos Polichnis       | A       |
| 9  | Menelaos Kokkinakis   | 21.01.1993 (30)       | 193         | PAOK                   | PAOK                    | L       |
| 10 | Rafail Kumendakis     | 05.05.1993 (30)       | 203         | Olympiakos SFP         | Olympiakos SFP          | P       |
| 11 | Dimitris Muchlias     | 17.05.2001 (22)       | 200         | Hawaii University      | SWD powervolleys Düren  | A       |
| 12 | Teodoros Wulkidis     | 30.03.1996 (27)       | 201         | PAOK                   | Panathinaikos AO        | Ś       |
| 14 | Markos Galiotos       | 23.08.1996 (27)       | 195         | AO Foinikas ONEX Syros | AO Foinikas ONEX Syros  | R       |
| 15 | Aleksandros Raptis    | 16.02.2000 (23)       | 198         | PAOK                   | Stade Poitevin Poitiers | P       |
| 18 | Apostolos Petsias     | 29.07.2003 (20)       | 193         | Pijasos Polichnis      | AO Foinikas ONEX Syros  | R       |
| 21 | Mitar Dzurits         | 25.04.1989 (34)       | 211         | AO Foinikas ONEX Syros | Olympiakos SFP          | Ś       |
| 22 | Dimostenis Linardos   | 14.02.1997 (26)       | 201         | Olympiakos SFP         | PAOK                    | Ś       |
| 23 | Spyridon Chakas       | 23.09.2002 (20)       | 194         | Hawaii University      | Hawaii University       | P       |
| 77 | Atanasis Protopsaltis | 12.09.1993 (29)       | 186         | Greenyard Maaseik      | Panathinaikos AO        | P       |

### Izrael
Trener: Itamar Stein 
Asystent: Aleksander Szafranowicz 
| Nr | Imię i nazwisko    | Data urodzenia (wiek) | Wzrost (cm) | Klub (Sezon 2022/2023) | Klub (Sezon 2023/2024) | Pozycja |
| -- | ------------------ | --------------------- | ----------- | ---------------------- | ---------------------- | ------- |
| 2  | Ariel Katzenelson  | 09.09.1993 (29)       | 184         | Maccabi Hod ha-Szaron  |                        | R       |
| 3  | Tamir Herszko      | 19.07.1993 (30)       | 200         | Hapoel Kefar Sawa      | Maccabi Tel Awiw       | P       |
| 4  | Shaj Majo Liberman | 17.10.2005 (17)       | 198         | Wingate Academy        | Maccabi Hod ha-Szaron  | P       |
| 5  | Adir Ben Szloosz   | 16.11.2004 (18)       | 170         | Maccabi Aszdod         | Maccabi Aszdod         | L       |
| 7  | Ilija Goldrin      | 28.04.1995 (28)       | 195         | Volley Näfels          | Helios Grizzlys Giesen | P       |
| 9  | Gaj Genis          | 06.05.1999 (24)       | 195         | UCLA                   |                        | Ś       |
| 10 | Noam Ariel         | 06.10.2000 (22)       | 184         | Hapoel Matte Aszer     | Hapoel Matte Aszer     | R       |
| 11 | Nikita Maron       | 12.07.2005 (18)       | 204         | Maccabi Tel Awiw       | Maccabi Hod ha-Szaron  | Ś       |
| 12 | Ofek Hazan         | 19.03.2003 (20)       | 197         | Hapoel Matte Aszer     | Hapoel Matte Aszer     | Ś       |
| 13 | Omri Roitman       | 13.09.1999 (23)       | 180         | Hapoel Matte Aszer     | Maccabi Tel Awiw       | L       |
| 16 | Ido Dawid          | 08.02.2000 (23)       | 200         | UCLA                   | UCLA                   | A       |
| 17 | Ilaj Hawer         | 30.12.2002 (20)       | 190         | Hapoel Matte Aszer     | Hapoel Matte Aszer     | P       |
| 18 | Genadi Sokołow     | 14.05.1992 (31)       | 202         | Maccabi Tel Awiw       | Maccabi Tel Awiw       | Ś       |
| 19 | Mark Rura          | 23.01.2006 (17)       | 205         | Wingate Academy        | Hapoel Kefar Sawa      | P       |

### Portugalia
Trener: João José 
Asystent: Manuel Silva 
| Nr | Imię i nazwisko    | Data urodzenia (wiek) | Wzrost (cm) | Klub (Sezon 2022/2023)     | Klub (Sezon 2023/2024)     | Pozycja |
| -- | ------------------ | --------------------- | ----------- | -------------------------- | -------------------------- | ------- |
| 1  | Miguel Sinfrónio   | 18.03.1999 (24)       | 197         | Leixões SC                 | SK Zadruga Aich/Dob        | Ś       |
| 2  | José Belo          | 05.12.1999 (23)       | 192         | Leixões SC                 | Leixões SC                 | Ś       |
| 3  | Gonçalo Sousa      | 28.01.2002 (21)       | 181         | Esmoriz GC                 | Sporting CP                | L       |
| 4  | Filip Cvetićanin   | 19.06.1996 (27)       | 201         | SCM Zalău                  | Leixões SC                 | Ś       |
| 5  | André Marques      | 10.04.2000 (23)       | 189         | Castêlo da Maia GC         | Castêlo da Maia GC         | P       |
| 6  | Alexandre Ferreira | 13.11.1991 (31)       | 202         | Fenerbahçe HDI Sigorta     | LUK Lublin                 | P       |
| 7  | Ivo Casas          | 21.09.1992 (30)       | 180         | SL Benfica                 | SL Benfica                 | L       |
| 8  | Tiago Violas       | 27.03.1989 (34)       | 193         | SL Benfica                 | SL Benfica                 | R       |
| 12 | Lourenço Martins   | 30.04.1997 (26)       | 195         | Saint-Nazaire VBA          | Saint-Nazaire VBA          | P       |
| 13 | José Pedro Pinto   | 21.06.1997 (26)       | 192         | Esmoriz GC                 | AA Espinho                 | A       |
| 15 | Miguel Tavares     | 02.03.1993 (30)       | 192         | Aluron CMC Warta Zawiercie | Aluron CMC Warta Zawiercie | R       |
| 16 | Bruno Cunha        | 18.08.1997 (26)       | 194         | Sieco Service Ortona       | Grupo Herce Soria          | A       |
| 17 | José Andrade       | 21.08.1999 (24)       | 194         | Esmoriz GC                 | AA Espinho                 | Ś       |
| 18 | André Pereira      | 10.09.2003 (19)       | 191         | Leixões SC                 | Leixões SC                 | P       |

### Rumunia
Trener: Sergiu Stancu 
Asystent: Răzvan Parpală 
| Nr | Imię i nazwisko         | Data urodzenia (wiek) | Wzrost (cm) | Klub (Sezon 2022/2023)     | Klub (Sezon 2023/2024)             | Pozycja |
| -- | ----------------------- | --------------------- | ----------- | -------------------------- | ---------------------------------- | ------- |
| 1  | Bela Florian Bartha     | 19.10.2000 (22)       | 206         | Dinamo Bukareszt           | Dinamo Bukareszt                   | Ś       |
| 2  | Mircea Paul Peța        | 02.04.1997 (29)       | 190         | Steaua Bukareszt           | Steaua Bukareszt                   | P       |
| 3  | Filip Andrei Constantin | 23.10.1997 (25)       | 188         | SCM Zalău                  | Rapid Bukareszt                    | R       |
| 4  | Sergiu Diaconescu       | 28.06.1996 (27)       | 190         | SCMU Craiova               | SCMU Craiova                       | L       |
| 5  | Daniel Chițigoi         | 10.03.2005 (18)       | 203         | Rapid Bukareszt            | Grupa Azoty ZAKSA Kędzierzyn-Koźle | P       |
| 6  | Claudiu Dumitru         | 29.03.1995 (28)       | 190         | Steaua Bukareszt           | Steaua Bukareszt                   | R       |
| 7  | Rareș Ionuț Bălean      | 08.07.1997 (26)       | 197         | Dinamo Bukareszt           | Dinamo Bukareszt                   | P       |
| 9  | Adrian Aciobăniței      | 24.08.1997 (26)       | 193         | Chaumont VB 52 Haute-Marne | PGE Skra Bełchatów                 | P       |
| 11 | Carol Gabriel Kosinski  | 29.09.2003 (19)       | 177         | Rapid Bukareszt            | Rapid Bukareszt                    | L       |
| 12 | Marian Iulian Bala      | 12.03.1990 (33)       | 190         | CS Arcada Galați           | CS Arcada Galați                   | P       |
| 13 | Alexandru Rață          | 11.07.2000 (23)       | 193         | CS Arcada Galați           | Tectum Achel                       | A       |
| 15 | Andrei Butnaru          | 29.02.1998 (25)       | 208         | CS Arcada Galați           | CS Arcada Galați                   | Ś       |
| 19 | Robert Irinel Călin     | 01.09.2000 (22)       | 200         | SCMU Craiova               | SCMU Craiova                       | Ś       |
| 22 | Stefan Lupu             | 28.05.1994 (29)       | 200         | SCMU Craiova               | CSU Brașov                         | Ś       |

### Turcja
Trener: Alberto Giuliani 
Asystent: Mert Karatop 
| Nr | Imię i nazwisko  | Data urodzenia (wiek) | Wzrost (cm) | Klub (Sezon 2022/2023) | Klub (Sezon 2023/2024) | Pozycja |
| -- | ---------------- | --------------------- | ----------- | ---------------------- | ---------------------- | ------- |
| 1  | Kaan Gürbüz      | 16.08.2001 (22)       | 199         | Fenerbahçe HDI Sigorta | Fenerbahçe HDI Sigorta | A       |
| 6  | Arda Bostan      | 13.01.2002 (21)       | 192         | Fenerbahçe HDI Sigorta | Narbonne Volley        | R       |
| 8  | Burutay Subaşı   | 15.07.1990 (33)       | 194         | Arkas Spor Izmir       | Arkas Spor Izmir       | P       |
| 7  | Bedirhan Bülbül  | 29.07.1999 (24)       | 201         | Ziraat Bankası Ankara  | Ziraat Bankası Ankara  | Ś       |
| 9  | Mirza Lagumdzija | 18.05.2001 (22)       | 205         | Arkas Spor Izmir       | Arkas Spor Izmir       | P       |
| 10 | Arslan Ekşi      | 17.07.1985 (38)       | 196         | Ziraat Bankası Ankara  | Ziraat Bankası Ankara  | R       |
| 11 | Yiğit Gülmezoğlu | 28.12.1995 (27)       | 199         | Halkbank Ankara        | Fenerbahçe HDI Sigorta | P       |
| 12 | Adis Lagumdzija  | 29.03.1999 (24)       | 211         | Valsa Group Modena     | Cucine Lube Civitanova | A       |
| 14 | Faik Samet Güneş | 27.05.1993 (30)       | 203         | Ziraat Bankası Ankara  | Ziraat Bankası Ankara  | Ś       |
| 15 | Mert Matıç       | 22.05.1995 (28)       | 211         | Halkbank Ankara        | Halkbank Ankara        | Ś       |
| 19 | Berkay Bayraktar | 01.01.1998 (25)       | 190         | Ziraat Bankası Ankara  | Ziraat Bankası Ankara  | L       |
| 20 | Efe Bayram       | 01.03.2002 (21)       | 194         | Top Volley Cisterna    | Top Volley Cisterna    | P       |
| 53 | Volkan Döne      | 19.02.1987 (36)       | 182         | Halkbank Ankara        | Halkbank Ankara        | L       |
| 77 | Vahit Emre Savaş | 07.03.1995 (28)       | 202         | Fenerbahçe HDI Sigorta | Fenerbahçe HDI Sigorta | Ś       |